# フランチェスカ・デゴ
フランチェスカ・デゴ（Francesca Dego, 1989年3月17日 - ）は、イタリアのヴァイオリン奏者。
レッコ出身。４歳からヴァイオリンを始める。サンディエゴのフェアバンクス舞台芸術学校から奨学金を受け、ニューヨークに留学して1995年から1997年までミヒャエル・ツァイトリンの薫陶を受けた。帰国後はサルヴァトーレ・アッカルドとダニエーレ・ゲイの各氏にヴァイオリンを学んだ。また、2004年にはシュロモ・ミンツの知己を得る。2008年にはパガニーニ国際コンクールでファイナリストに残り、その年の最年少のファイナル進出者としてエンリコ・コスタ賞を受賞した。2005年と2007年の各年にヴァルセージア国際音楽コンクールのヴァイオリン部門に挑戦して、それぞれ２位を獲得。2010年にはイツァーク・ラシュコフスキーの指導を受けてロンドン王立音楽大学で修士号を取得。2015年に指揮者のダニエーレ・ルスティオーニと結婚。